# Discografia dei 77 Bombay Street
La discografia dei 77 Bombay Street comprende tre album in studio, un EP, dieci singoli e altrettanti video musicali.

## Album in studio
| Anno | Titolo                                         | Classifiche | Certificazioni     |
| Anno | Titolo                                         | SWI         | Certificazioni     |
| ---- | ---------------------------------------------- | ----------- | ------------------ |
| 2011 | Up in the Sky - Pubblicato: 11 febbraio 2011   | 3           | - SWI: Platino (2) |
| 2012 | Oko Town - Pubblicato: 5 ottobre 2012          | 1           | - SWI: Platino     |
| 2015 | Seven Mountains - Pubblicato: 18 settembre 201 | 1           | - SWI: Oro         |
| 2021 | Start Over - Pubblicato: 15 ottobre 2021       | 4           |                    |

## Extended Play
- 2008 – Dead Bird

## Singoli
| Data pubblicazione | Titolo           | Album di provenienza | Posizione  |
| ------------------ | ---------------- | -------------------- | ---------- |
| 2008               | Say Love         | Dead Bird            | —          |
| 2010               | 47 Millionaires  | Up in the Sky        | —          |
| 13 marzo 2011      | Long Way         | Up in the Sky        | numero 55: |
| 24 aprile 2011     | Up in the Sky    | Up in the Sky        | numero 7:  |
| 25 settembre 2011  | I Love Lady Gaga | Up in the Sky        | numero 19: |
| 17 agosto 2012     | Low On Air       | Oko Town             | numero 19: |
| 14 dicembre 2012   | Angel            | Oko Town             | N.d.:      |
| 25 aprile 2013     | Oko Town         | Oko Town             | N.d.:      |
| 9 ottobre 2013     | Follow the Rain  | Oko Town             | numero 66: |
| 15 giugno 2015     | Seven Mountains  | Seven Mountains      | N.d.:      |

## Videografia

### Video musicali
Il primo videoclip realizzato dal gruppo svizzero è stato quello per il singolo 47 Millionaires nel 2010. In questo video musicale hanno, per la prima volta, indossato i costumi da circo che si vedranno anche in seguito e nel Up in the Sky Tour.

I clip per il secondo album sono: Angel, Low On Air, Oko Town e Follow the Rain.

I più recenti sono: Seven Mountains e Once and Only.
| Anno | Titolo                 | Album           |
| ---- | ---------------------- | --------------- |
| 2010 | "47 Millionaires"      | Up in the Sky   |
| 2011 | "Long Way"             | Up in the Sky   |
| 2011 | "Up in the Sky"        | Up in the Sky   |
| 2011 | "I Love Lady Gaga"     | Up in the Sky   |
| 2011 | "Waiting for Tomorrow" | Up in the Sky   |
| 2012 | "Angel"                | Oko Town        |
| 2013 | "Low On Air"           | Oko Town        |
| 2013 | "Oko Town"             | Oko Town        |
| 2013 | "Follow the Rain"      | Oko Town        |
| 2015 | "Seven Mountains"      | Seven Mountains |
| 2016 | "Once and Only"        | Seven Mountains |

## Tournée
- 2011-2012 - Up in the Sky Tour
- 2012-2014 - Oko Town Tour
- 2015-in corso - Seven Mountains Tour